# Pyrénées (Métro Paris)

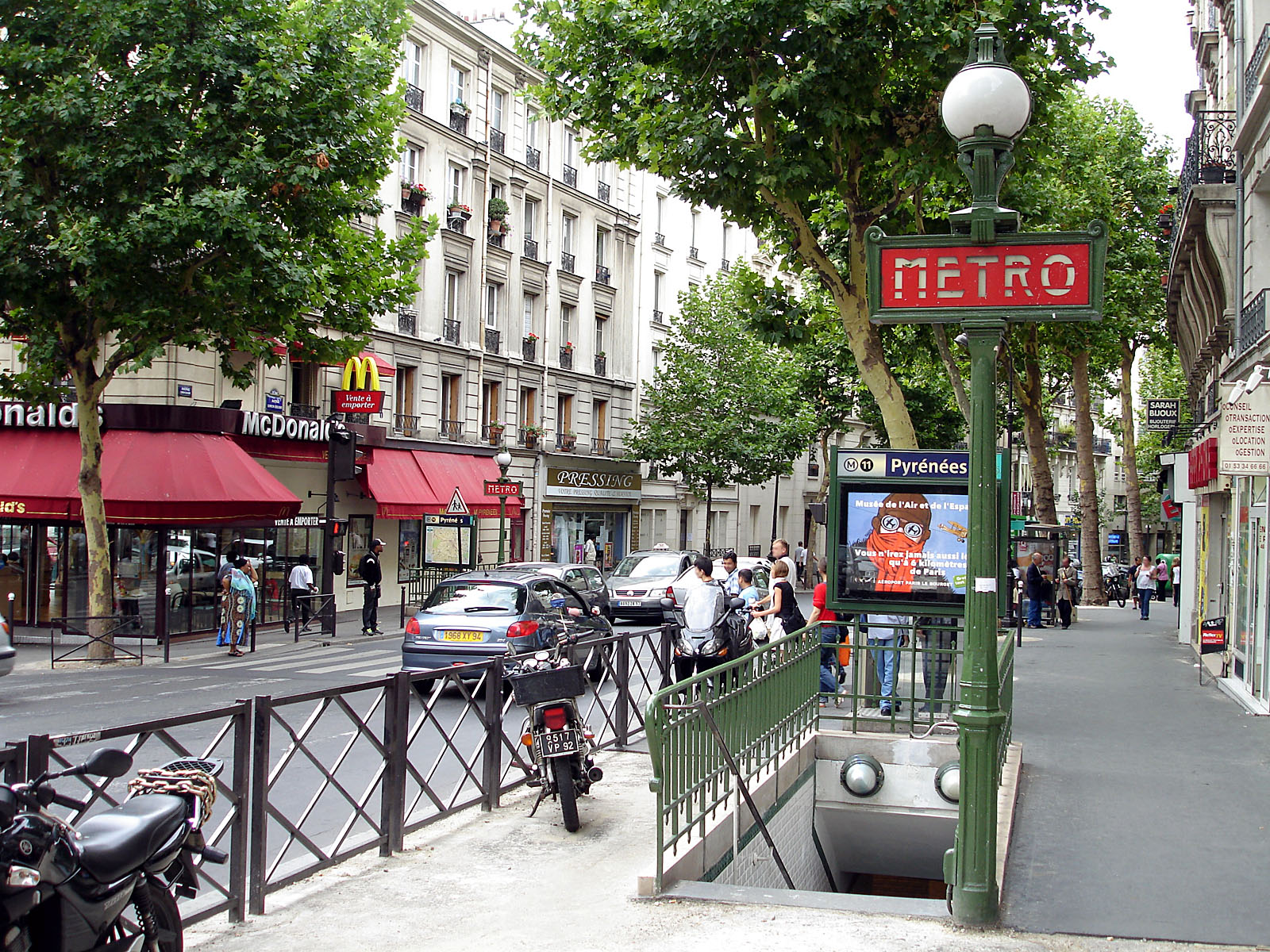
Zugang in der Avenue Simon Bolivar mit Art-déco-Kandelaber

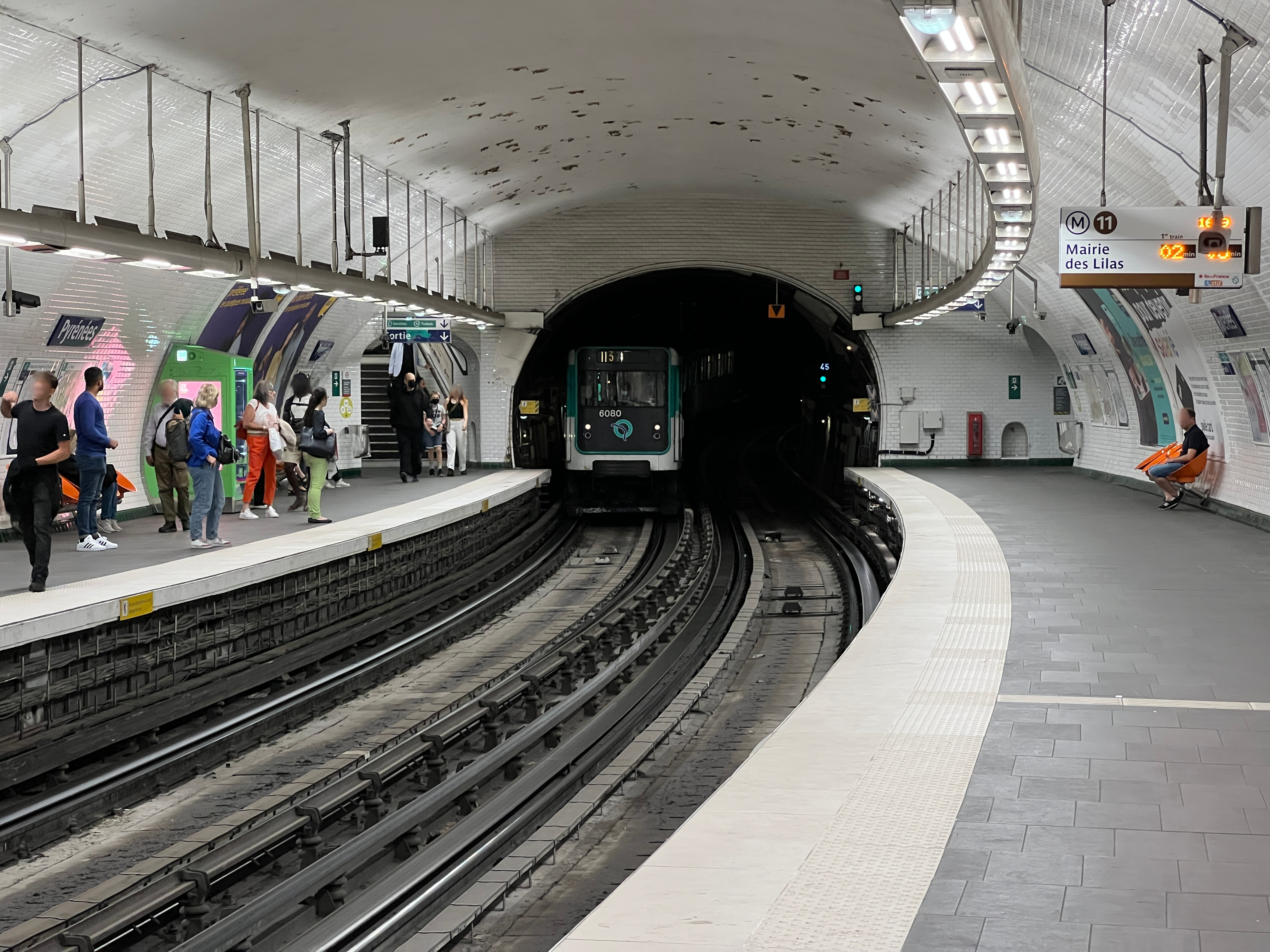
MP-59-Zug bei der Einfahrt in Richtung Châtelet

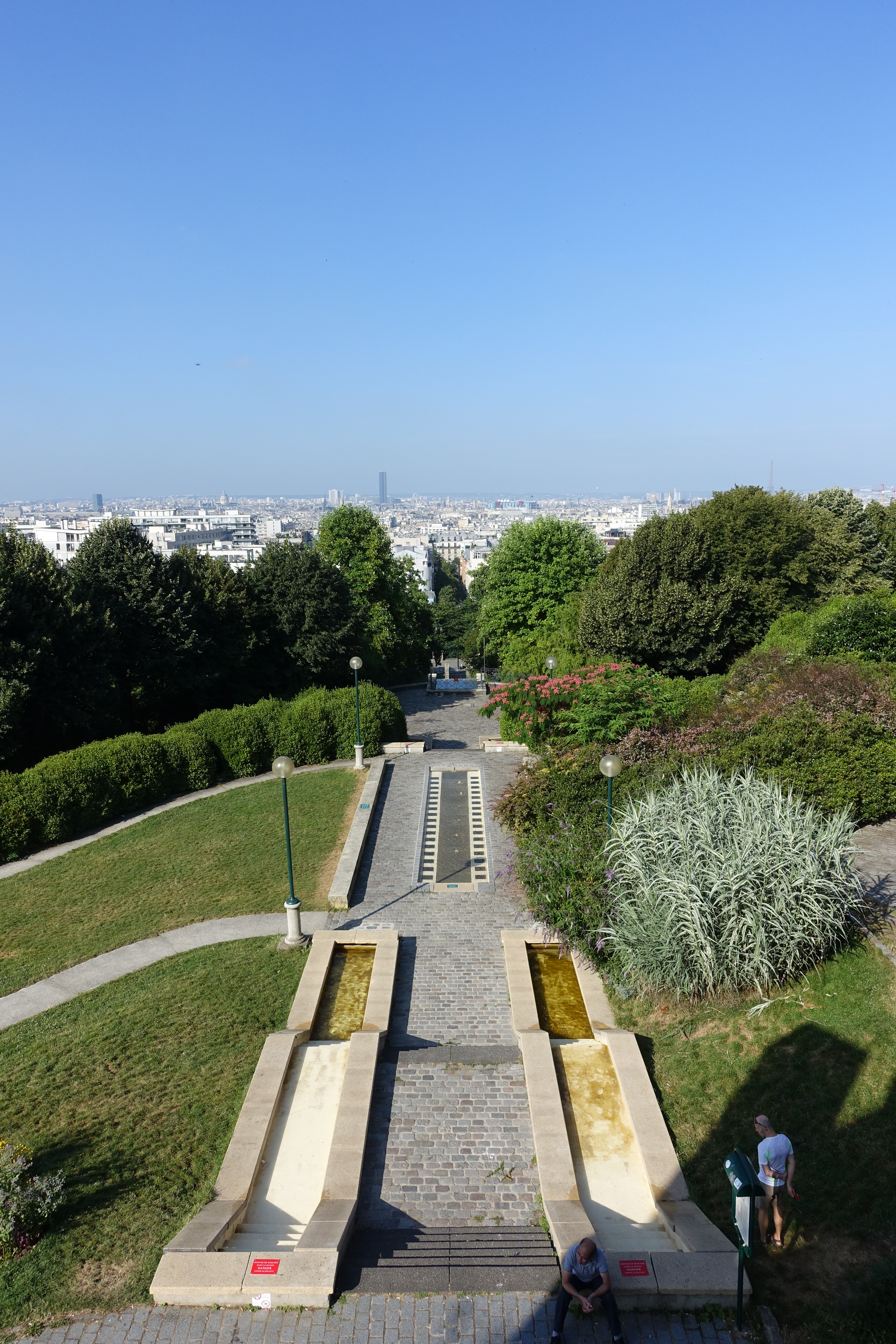
Parc de Belleville

Der U-Bahnhof Pyrénées [piʁene] ist eine unterirdische Station der Linie 11 der Pariser Métro.

## Lage
Die Station befindet sich an der Grenze des Quartier du Combat im 19. Arrondissement mit dem Quartier de Belleville des 20. Arrondissements von Paris. Sie liegt längs unter der Rue de Belleville östlich des kreuzenden Straßenzugs Avenue Simon Bolivar – Rue des Pyrénées.

## Name
Den Namen gibt die Rue des Pyrénées. Jene wurde nach dem französisch-spanischen Grenzgebirge Pyrenäen benannt, das sich mit über 400 km Länge vom Atlantik bis zum Mittelmeer erstreckt.

## Geschichte und Beschreibung
Die Station wurde am 28. April 1935 mit der Eröffnung der Linie 11 in Betrieb genommen, die damals auf dem Abschnitt von Châtelet bis Porte des Lilas verkehrte. 1956 wurde die Linie 11 als erste für den Betrieb mit gummibereiften Zügen umgerüstet.
Die 75 m lange Station liegt in einer Kurve, sie hat zwei Seitenbahnsteige an zwei parallelen Streckengleisen. Ihr Querschnitt ist ellipsenförmig, die weiß gefliesten Seitenwände folgen der Krümmung der Ellipse.
Die drei Zugänge liegen sämtlich im Bereich der o. g. Kreuzung. Sie sind durch je einen von Adolphe Dervaux im Stil des Art déco entworfenen Kandelaber markiert.

## Fahrzeuge
Zunächst verkehrten auf der Linie 11 herkömmliche Züge der Bauart Sprague-Thomson. Mitte der 1950er Jahre wurde sie als erste für den Fahrgastbetrieb mit gummibereiften Fahrzeugen hergerichtet. Mit der Baureihe MP 55 kamen am 13. November 1956 erstmals solche zum Einsatz. Im Januar 1999 wurden sie durch die Baureihe MP 59 ersetzt, seit 2009 verkehren zudem Züge des Typs MP 73. Anfang Juni 2023 begann die schrittweise Umstellung der Linie 11 auf Fünf-Wagen-Züge der Baureihe MP 14.

## Umgebung
- Parc de Belleville

## Sonstiges
Am 1. April 2016 hieß die Station kurzzeitig „Alpes“ (Alpen) – ein Aprilscherz der RATP.